# مارکو زامپارلا
مارکو زامپارلا (ایتالیایی: Marco Zamparella؛ زادهٔ ۱ اکتبر ۱۹۸۷) دوچرخه‌سوار اهل ایتالیا است.